# فهرست ورزشگاه‌های فوتبال جهان بر پایه گنجایش
در این فهرست که شامل ورزشگاه‌های فوتبال است، ورزشگاه‌های تیم‌های باشگاهی و ملی قرار گرفته که گنجایشی بیش از ۴۰٬۰۰۰ هزار نفر دارا می‌باشد زیرا این حداقل گنجایش برای میزبانی مسابقات است: 
| ورزشگاه                                             | گنجایش  | شهر                    | کشور                  | خانه تیم(ها) و میزبانی رویدادیی |
| --------------------------------------------------- | ------- | ---------------------- | --------------------- | --- |
| ورزشگاه می دی                                       | ۱۵۰٬۰۰۰ | پیوند یانگ             | کره شمالی             | تیم ملی فوتبال کره شمالی، تیم ملی فوتبال زنان کره شمالی و باشگاه فوتبال ۲۵ آوریل |
| ورزشگاه آزتکا                                       | ۱۰۴٬۰۰۰ | مکزیکو سیتی            | مکزیک                 | باشگاه فوتبال آمریکا، باشگاه فوتبال کروز آزول، تیم ملی فوتبال مکزیک، بازی‌های المپیک تابستانی ۱۹۶۸, جام جهانی فوتبال ۱۹۷۰ و جام جهانی فوتبال ۱۹۸۶s |
| ورزشگاه اسپاتیفای نیوکمپ ♦                          | ۹۹٬۳۵۴  | بارسلون                | اسپانیا               | باشگاه فوتبال بارسلونا، جام جهانی فوتبال ۱۹۸۲, فینال لیگ قهرمانان اروپا ۱۹۹۹ |
| ورزشگاه اف‌ان‌بی ♦                                    | ۹۴٬۷۳۶  | ژوهانسبورگ             | آفریقای جنوبی         | تیم ملی فوتبال آفریقای جنوبی، باشگاه فوتبال کایزر چیفس, جام جهانی فوتبال ۲۰۱۰ |
| ورزشگاه فدکس‌فیلد                                    | 91000   | لاندوور                | ایالات متحده آمریکا   | جام جهانی فوتبال ۲۰۲۶ |
| ورزشگاه رز بول♦                                     | ۹۰٬۸۸۸  | پاسادینا، کالیفرنیا    | ایالات متحده آمریکا   | جام طلایی کونکاکاف، کوپا آمریکای قرن، جام جهانی فوتبال ۱۹۹۴, جام جهانی فوتبال زنان ۱۹۹۹, جام جهانی فوتبال ۲۰۲۶ |
| ورزشگاه ومبلی ♦                                     | ۹۰٬۰۰۰  | لندن                   | انگلستان              | تیم ملی فوتبال انگلستان، باشگاه فوتبال تاتنهام هاتسپر، فینال جام حذفی فوتبال انگلستان و، فینال جام اتحادیه باشگاه‌های انگلستان و فینال‌های English Football League play-offs, فینال لیگ قهرمانان اروپا ۲۰۱۱ و فینال لیگ قهرمانان اروپا ۲۰۱۳, جام ملت‌های اروپا ۲۰۲۰ |
| ورزشگاه ملی لوسیل                                   | ۸۸٬۹۶۶  | لوسیل                  | 🇶🇦 قطر                | جام جهانی ۲۰۲۲ ، جام ملت‌های آسیا ۲۰۲۳ |
| ورزشگاه ملی بوکیت جلیل ♦                            | ۸۷٬۴۱۱  | کوالا لامپور           | مالزی                 | تیم ملی فوتبال مالزی، 1998 Commonwealth Games, ۲۰۰۱ و ۲۰۱۷ بازی‌های آسیای جنوب شرقی، جام ملت‌های آسیا ۲۰۰۷ |
| ورزشگاه برج العرب ♦                                 | ۸۶٬۰۰۰  | اسکندریه               | مصر                   | تیم ملی فوتبال مصر، 2009 FIFA U-20 World Cup |
| ورزشگاه یووا بهراتی کریرانگان ♦                     | ۸۵٬۰۰۰  | کلکته                  | هند                   | تیم ملی فوتبال هند، ATK, باشگاه ورزشی موهان باگان، باشگاه فوتبال بنگال شرقی، Mohammedan, جام جهانی فوتبال زیر ۱۷ سال ۲۰۱۷ |
| ورزشگاه استرالیا                                    | ۸۴٬۰۰۰  | سیدنی                  | استرالیا              | باشگاه فوتبال وسترن سیدنی واندررز، بازی‌های المپیک تابستانی ۲۰۰۰, تیم ملی فوتبال استرالیا |
| ورزشگاه متلایف                                      | ۸۲٬۵۶۶  | رادرفورد شرقی          | ایالات متحده آمریکا   | کوپا آمریکای قرن، جام جهانی فوتبال ۲۰۲۶ |
| ورزشگاه کروک پارک                                   | ۸۲٬۳۰۰  | دوبلین                 | جمهوری ایرلند         | Gaelic Athletic Association |
| ورزشگاه سیگنال ایدونا پارک ♦                        | ۸۱٬۳۶۰  | دورتموند               | آلمان                 | باشگاه فوتبال بروسیا دورتموند، فینال جام یوفا ۲۰۰۱, جام جهانی فوتبال ۲۰۰۶ |
| ورزشگاه استاد دو فرانس ♦                            | ۸۱٬۳۳۸  | سن دنی، سن سن دنی      | فرانسه                | تیم ملی فوتبال فرانسه، جام جهانی فوتبال ۱۹۹۸, فینال لیگ قهرمانان اروپا ۲۰۰۰ و فینال لیگ قهرمانان اروپا ۲۰۰۶s, جام ملت‌های اروپا ۲۰۱۶ |
| ورزشگاه سانتیاگو برنابئو                            | ۸۱٬۰۴۴  | مادرید                 | اسپانیا               | باشگاه فوتبال رئال مادرید، جام ملت‌های اروپا ۱۹۶۴, جام جهانی فوتبال ۱۹۸۲, فینال لیگ قهرمانان اروپا ۲۰۱۰ |
| ورزشگاه لوژنیکی ♦                                   | ۸۱٬۰۰۰  | مسکو                   | روسیه                 | بازی‌های المپیک تابستانی ۱۹۸۰, فینال لیگ قهرمانان اروپا ۲۰۰۸, جام جهانی فوتبال ۲۰۱۸ |
| ورزشگاه شاه عالم                                    | ۸۰٬۳۷۲  | شاه عالم               | مالزی                 | باشگاه فوتبال سلانگور, جام ملت‌های آسیا ۲۰۰۷ |
| Estadio Monumental "U" ♦                            | ۸۰٬۰۹۳  | لیما                   | پرو                   | باشگاه فوتبال اونیورسیتاریو ده دپورتس |
| ورزشگاه سن سیرو ♦                                   | ۸۰٬۰۱۸  | میلان                  | ایتالیا               | باشگاه فوتبال آ.ث. میلان، باشگاه فوتبال اینتر میلان، جام جهانی فوتبال ۱۹۳۴ و جام جهانی فوتبال ۱۹۹۰, جام ملت‌های اروپا ۱۹۸۰, فینال لیگ قهرمانان اروپا ۲۰۰۱ و فینال لیگ قهرمانان اروپا ۲۰۱۶s                                                                        |
| ورزشگاه المپیک گوانگ‌دونگ ♦                          | ۸۰٬۰۱۲  | گوانگ‌ژو                | چین                   | باشگاه فوتبال گوانگ‌ژو اورگراند تائوبائو، 2001 National Games of China, بازی‌های آسیایی ۲۰۱۰ |
| ورزشگاه ای تی اند تی                                | ۸۰٬۰۰۰  | آرلینگتون              | ایالات متحده آمریکا   | جام طلایی کونکاکاف ۲۰۰۹, جام طلایی کونکاکاف ۲۰۱۱, و جام طلایی کونکاکاف ۲۰۱۳s, جام جهانی فوتبال ۲۰۲۶ |
| ورزشگاه استید دس مارتیرس ♦                          | ۸۰٬۰۰۰  | کینشاسا                | جمهوری دموکراتیک کنگو | باشگاه فوتبال ویتا, تیم ملی فوتبال جمهوری کنگو |
| ورزشگاه ملی پکن                                     | ۸۰٬۰۰۰  | پکن                    | چین                   | بازی‌های المپیک تابستانی ۲۰۰۸, بازی‌های المپیک زمستانی ۲۰۲۲ |
| ورزشگاه آزادی                                       | ۱۰۰۰۰۰  | تهران                  | 🇮🇷 ایران              | استقلال تهرانپرسپولیس تهران |
| ورزشگاه ماراکانا ♦                                  | 78,838  | ریو دو ژانیرو          | برزیل                 | تیم ملی فوتبال برزیل، باشگاه فوتبال فلامینگو، باشگاه فوتبال فلومیننزه، باشگاه فوتبال بوتافوگو، باشگاه ورزشی واسکو دوگاما، جام جهانی فوتبال ۱۹۵۰ و جام جهانی فوتبال ۲۰۱۴s, بازی‌های المپیک تابستانی ۲۰۱۶                                                           |
| ورزشگاه گلورا بونگ کارنو ♦                          | 77,193  | جاکارتا                | اندونزی               | تیم ملی فوتبال اندونزی، باشگاه فوتبال پرسیجا جاکارتا, بازی‌های آسیایی ۱۹۶۲ و بازی‌های آسیایی ۲۰۱۸, جام ملت‌های آسیا ۲۰۰۷, مسابقات فوتبال زیر ۱۹ سال آسیا ۲۰۱۸ |
| ورزشگاه المپیک آتاترک ♦                             | 76,761  | استانبول               | ترکیه                 | فینال لیگ قهرمانان اروپا ۲۰۰۵ |
| ورزشگاه الدترافورد                                  | ۷۵٬۷۳۱  | منچستر                 | انگلستان              | باشگاه فوتبال منچستر یونایتد، فینال لیگ قهرمانان اروپا ۲۰۰۳ |
| ورزشگاه آلیانتس آرنا                                | 75,024  | مونیخ                  | آلمان                 | باشگاه فوتبال بایرن مونیخ، جام جهانی فوتبال ۲۰۰۶, فینال لیگ قهرمانان اروپا ۲۰۱۲ |
| ورزشگاه نقش جهان                                    | ۷۵٬۰۰۰  | اصفهان                 | ایران                 | باشگاه فوتبال سپاهان اصفهان |
| ورزشگاه بین‌المللی حلب ♦                             | ۷۵٬۰۰۰  | حلب                    | سوریه                 | باشگاه فوتبال الاتحاد سوریه |
| ورزشگاه میلنیوم ♦                                   | ۷۴٬۵۰۰  | کاردیف                 | ولز                   | تیم ملی فوتبال ولز، فینال لیگ قهرمانان اروپا ۲۰۱۷ |
| ورزشگاه بین‌المللی قاهره                             | ۷۴٬۱۰۰  | قاهره                  | مصر                   | تیم ملی فوتبال مصر، باشگاه ورزشی الاهلی مصر، باشگاه ورزشی زمالک |
| ورزشگاه المپیک برلین                                | ۷۴٬۰۶۴  | برلین                  | آلمان                 | باشگاه فوتبال هرتابرلین، بازی‌های المپیک تابستانی ۱۹۳۶, جام جهانی فوتبال ۱۹۷۴ و جام جهانی فوتبال ۲۰۰۶s, فینال لیگ قهرمانان اروپا ۲۰۱۵ |
| ورزشگاه مرسدس-بنز                                   | 73,009  | آتلانتا                | ایالات متحده آمریکا   | باشگاه فوتبال آتلانتا یونایتد، جام جهانی فوتبال ۲۰۲۶ |
| ورزشگاه المپیک رم                                   | ۷۲٬۶۹۸  | رم                     | ایتالیا               | باشگاه فوتبال آ.اس. رم، باشگاه فوتبال لاتزیو، بازی‌های المپیک تابستانی ۱۹۶۰, جام جهانی فوتبال ۱۹۹۰, فینال لیگ قهرمانان اروپا ۱۹۹۶ و فینال لیگ قهرمانان اروپا ۲۰۰۹s                                                                                                |
| ورزشگاه بین‌المللی یوکوهاما ♦                        | ۷۲٬۳۲۷  | یوکوهاما               | ژاپن                  | باشگاه فوتبال یوکوهاما مارینوس، جام جهانی فوتبال ۲۰۰۲ |
| ورزشگاه رلاینت                                      | ۷۱٬۰۵۴  | هیوستون                | ایالات متحده آمریکا   | تیم ملی فوتبال ایالات متحده آمریکا، و هیوستون دینامو prime matches, جام جهانی فوتبال ۲۰۲۶ |
| ورزشگاه المپیسکی ♦                                  | ۷۰٬۰۵۰  | کی‌یف                   | اوکراین               | تیم ملی فوتبال اوکراین، باشگاه فوتبال دینامو کیف، جام ملت‌های اروپا ۲۰۱۲, فینال لیگ قهرمانان اروپا ۲۰۱۸ |
| ورزشگاه ۵ ژوئیه ۱۹۶۲ ♦                              | 70,000  | الجزیره                | الجزایر               | تیم ملی فوتبال الجزایر |
| ورزشگاه المپیک سئول                                 | ۶۹٬۹۵۰  | سئول                   | کره جنوبی             | تیم ملی فوتبال کره جنوبی، باشگاه فوتبال سئول ئی-لند, بازی‌های آسیایی ۱۹۸۶, بازی‌های المپیک تابستانی ۱۹۸۸ |
| ورزشگاه ملی باکو ♦                                  | ۶۹٬۸۷۰  | باکو                   | جمهوری آذربایجان      | تیم ملی فوتبال جمهوری آذربایجان، بازی‌های اروپایی ۲۰۱۵ |
| ورزشگاه المپیک آتن ♦                                | ۶۹٬۶۱۸  | آتن                    | یونان                 | تیم ملی فوتبال یونان، باشگاه فوتبال آ. ا. ک آتن، باشگاه فوتبال پاناتینایکوس، فینال لیگ قهرمانان اروپا ۱۹۹۴ و فینال لیگ قهرمانان اروپا ۲۰۰۷s, بازی‌های المپیک تابستانی ۲۰۰۴                                                                                        |
| ورزشگاه ملی مانه گارینشا                            | ۶۹٬۳۴۹  | برازیلیا               | برزیل                 | تیم ملی فوتبال برزیل، Brasília FC, Legião FC, جام جهانی فوتبال ۲۰۱۴, بازی‌های المپیک تابستانی ۲۰۱۶ |
| ورزشگاه المپیک مونیخ                                | ۶۹٬۲۵۰  | مونیخ                  | آلمان                 | بازی‌های المپیک تابستانی ۱۹۷۲, جام جهانی فوتبال ۱۹۷۴, جام ملت‌های اروپا ۱۹۸۸, فینال لیگ قهرمانان اروپا ۱۹۹۳ و فینال لیگ قهرمانان اروپا ۱۹۹۷s, 2012 UEFA Women's Champions League Final                                                                             |
| ورزشگاه سنچوری لینک فیلد                            | ۶۹٬۰۰۰  | سیاتل                  | ایالات متحده آمریکا   | باشگاه فوتبال سیاتل ساندرز |
| ورزشگاه المپیکو یونیورسیتاریو                       | ۶۸٬۹۵۴  | مکزیکو سیتی            | مکزیک                 | باشگاه فوتبال اونیورسیداد ناسیونال، بازی‌های المپیک تابستانی ۱۹۶۸ |
| ورزشگاه البیت                                       | ۶۸٬۸۹۵  | الخور                  | 🇶🇦 قطر                | جام عرب ۲۰۲۱ ، جام جهانی فوتبال ۲۰۲۲ ، جام ملت‌های آسیا ۲۰۲۳ |
| ورزشگاه ژیلت                                        | ۶۸٬۷۵۶  | فاکسبرو، ماساچوست      | ایالات متحده آمریکا   | نیوانگلند رولوشن |
| شهر ورزشی ملک عبدالله (جده) ♦                       | ۶۸٬۵۶۰  | جده                    | عربستان سعودی         | تیم ملی فوتبال عربستان سعودی باشگاه فوتبال الاهلی عربستان سعودی |
| ورزشگاه کرستوفسکی                                   | ۶۸٬۱۳۴  | سن پترزبورگ            | روسیه                 | باشگاه فوتبال زنیت سن پترزبورگ، جام جهانی فوتبال ۲۰۱۸ |
| ورزشگاه واندا متروپولیتانو                          | ۶۷٬۷۰۳  | مادرید                 | اسپانیا               | باشگاه فوتبال اتلتیکو مادرید، باشگاه فوتبال رایو ماخادائوندا, فینال لیگ قهرمانان اروپا ۲۰۱۹ |
| ورزشگاه مونومنتال آنتونیو وسپوسیو لیبرتی ♦          | ۶۷٬۴۳۲  | بوئنوس آیرس            | آرژانتین              | تیم ملی فوتبال آرژانتین، باشگاه فوتبال ریور پلاته، جام جهانی فوتبال ۱۹۷۸ |
| ورزشگاه ولودروم                                     | ۶۷٬۳۹۴  | مارسی                  | فرانسه                | باشگاه فوتبال المپیک مارسی، جام جهانی فوتبال ۱۹۳۸ و جام جهانی فوتبال ۱۹۹۸s, جام ملت‌های اروپا ۱۹۶۰, جام ملت‌های اروپا ۱۹۸۴, و جام ملت‌های اروپا ۲۰۱۶s |
| Palaran Stadium                                     | ۶۷٬۰۷۵  | ساماریندا              | اندونزی               | 2008 Indonesian National Sports Week |
| Estádio do Morumbi                                  | ۶۷٬۰۵۲  | سائو پائولو            | برزیل                 | باشگاه فوتبال سائو پائولو |
| ورزشگاه محمد پنجم ♦                                 | 67,000  | کازابلانکا             | مراکش                 | باشگاه فوتبال الوداد کازابلانکا، باشگاه فوتبال الرجا |
| ورزشگاه یادگار امام تبریز                           | ۶۶٬۸۳۳  | تبریز                  | ایران                 | باشگاه فوتبال تراکتورتبریز |
| ورزشگاه جام جهانی سئول                              | ۶۶٬۷۰۴  | سئول                   | کره جنوبی             | تیم ملی فوتبال کره جنوبی، باشگاه فوتبال سئول، جام جهانی فوتبال ۲۰۰۲ |
| ورزشگاه دئگو                                        | ۶۶٬۴۲۲  | دئگو                   | کره جنوبی             | باشگاه فوتبال دئگو، جام جهانی فوتبال ۲۰۰۲ |
| ورزشگاه کارگران پکن                                 | ۶۶٬۱۶۱  | پکن                    | چین                   | باشگاه فوتبال بیجینگ گوان، تیم ملی فوتبال چین، بازی‌های آسیایی ۱۹۹۰, جام جهانی فوتبال زنان ۱۹۹۱, جام ملت‌های آسیا ۲۰۰۴, بازی‌های المپیک تابستانی ۲۰۰۸. |
| ورزشگاه المپیک لندن                                 | ۶۶٬۰۰۰  | لندن                   | انگلستان              | باشگاه فوتبال وستهام یونایتد، بازی‌های المپیک تابستانی ۲۰۱۲ |
| ورزشگاه المپیک مونترآل ♦                            | ۶۵٬۲۵۵  | مونترآل                | کانادا                | some مونترال ایمپکت matches, بازی‌های المپیک تابستانی ۱۹۷۶, 2007 FIFA U-20 World Cup, 2014 FIFA U-20 Women's World Cup |
| ورزشگاه بصره ♦                                      | ۶۵٬۲۲۷  | بصره                   | عراق                  | تیم ملی فوتبال عراق |
| ورزشگاه کمپینگ ورلد                                 | ۶۵٬۰۰۰  | اورلندو، فلوریدا       | ایالات متحده آمریکا   | جام جهانی فوتبال ۱۹۹۴, فوتبال در بازی‌های المپیک تابستانی ۱۹۹۶, 1998 MLS All-Star Game |
| ورزشگاه استادیو دا لوز ♦                            | ۶۴٬۶۴۲  | لیسبون                 | پرتغال                | باشگاه فوتبال بنفیکا، جام ملت‌های اروپا ۲۰۰۴, فینال لیگ قهرمانان اروپا ۲۰۱۴ |
| ورزشگاه کاستلو فورتالزا                             | ۶۳٬۹۰۳  | فورتالزا               | برزیل                 | باشگاه ورزشی سئارا, باشگاه ورزشی فورتالزا، جام جهانی فوتبال ۲۰۱۴ |
|                                                     |         |                        |                       | |
|                                                     |         |                        |                       | |
| آنفیلد                                              | ۶۳۷۵۷   | لیورپول                | انگلیس                | ورزشگاه خانگی لیورپول |
|                                                     |         |                        |                       | |
|                                                     |         |                        |                       | |
| ورزشگاه سایتاما                                     | 63,700  | سایتاما (شهر)          | ژاپن                  | باشگاه فوتبال اوراوا رد دیاموندز، جام جهانی فوتبال ۲۰۰۲ |
| ورزشگاه الیس پارک                                   | ۶۲٬۵۶۷  | ژوهانسبورگ             | آفریقای جنوبی         | باشگاه فوتبال اورلاندو پایرتس, جام جهانی فوتبال ۲۰۱۰ |
| ورزشگاه فلتینس آرنا                                 | ۶۲٬۲۷۱  | گلزنکیرشن              | آلمان                 | باشگاه فوتبال شالکه ۰۴, فینال لیگ قهرمانان اروپا ۲۰۰۴ |
| Yizhong Sports Center                               | ۶۲٬۰۰۰  | چینگ‌دائو               | چین                   | Qingdao Jonoon F.C. |
| ورزشگاه ملک فهد                                     | ۶۱٬۷۸۱  | ریاض                   | عربستان سعودی         | تیم ملی فوتبال عربستان سعودی، باشگاه فوتبال الهلال، باشگاه فوتبال النصر عربستان سعودی، باشگاه فوتبال الشباب عربستان سعودی |
| ورزشگاه بنیتو ویلامارین                             | ۶۰٬۷۲۰  | سویا (شهر)             | اسپانیا               | باشگاه فوتبال رئال بتیس، جام جهانی فوتبال ۱۹۸۲ |
| Nanjing Olympic Sports Center                       | ۶۱٬۴۴۳  | نانجینگ                | چین                   | باشگاه فوتبال جیانگسو سونینگ |
| ورزشگاه ملی آبوجا ♦                                 | ۶۰٬۴۹۱  | آبوجا                  | نیجریه                | تیم ملی فوتبال نیجریه |
| ورزشگاه مرسدس بنز آرنا                              | ۶۰٬۴۶۹  | اشتوتگارت              | آلمان                 | باشگاه فوتبال اشتوتگارت، جام جهانی فوتبال ۲۰۰۶ |
| ورزشگاه سلتیک پارک ♦                                | 60,411  | گلاسگو                 | اسکاتلند              | باشگاه فوتبال سلتیک |
| ورزشگاه امارات                                      | 60,338  | لندن                   | انگلستان              | باشگاه فوتبال آرسنال |
| مرکز ورزشی یونیورسیاد شنژن                          | ۶۰٬۳۳۴  | شنژن                   | چین                   | باشگاه فوتبال فنگ پنگ شنژن |
| ورزشگاه سن پائولو                                   | ۶۰٬۲۴۰  | ناپل                   | ایتالیا               | باشگاه فوتبال ناپولی، جام جهانی فوتبال ۱۹۹۰ |
| Jawaharlal Nehru Stadium                            | ۶۰٬۲۳۹  | کوچی (هند)             | هند                   | باشگاه فوتبال کرالا بلاسترز |
| ورزشگاه سنتناریو ♦                                  | ۶۰٬۲۳۵  | مونته‌ویدئو             | اروگوئه               | تیم ملی فوتبال اروگوئه، جام جهانی فوتبال ۱۹۳۰ |
| Estádio do Arruda                                   | ۶۰٬۰۴۴  | رسیفی                  | برزیل                 | باشگاه فوتبال سانتاکروز |
| ورزشگاه المپیک رادس ♦                               | ۶۰٬۰۰۰  | رادس                   | تونس                  | تیم ملی فوتبال تونس، بازی‌های مدیترانه ۲۰۰۱, جام ملت‌های آفریقا ۲۰۰۴ |
| ورزشگاه جواهر لعل نهرو دهلی                         | 60,000  | دهلی نو                | هند                   | some آی-لیگ matches, باشگاه فوتبال اودیشا |
| Mogadishu Stadium                                   | ۶۰٬۰۰۰  | موگادیشو               | سومالی                | تیم ملی فوتبال سومالی |
| Hefei Olympic Sports Center Stadium                 | 60,000  | هافی                   | چین                   | Anhui Jiufang |
| Estádio Fonte Nova                                  | ۶۰٬۰۰۰  | سالوادور، باهیا        | برزیل                 | تیم ملی فوتبال برزیل، باشگاه فوتبال باهیا، باشگاه ورزشی ویتوریا، Galícia EC |
| National Heroes Stadium ♦                           | ۶۰٬۰۰۰  | لوساکا                 | زامبیا                | تیم ملی فوتبال زامبیا |
| ورزشگاه بین‌المللی جابر الاحمد ♦                     | ۶۰٬۰۰۰  | کویت (شهر)             | کویت                  | تیم ملی فوتبال کویت |
| Benjamin Mkapa National Stadium ♦                   | ۶۰٬۰۰۰  | دارالسلام (تانزانیا)   | تانزانیا              | تیم ملی فوتبال تانزانیا، باشگاه ورزشی یانگ افریکنز |
| Stade Léopold Sédar Senghor ♦                       | ۶۰٬۰۰۰  | داکار                  | سنگال                 | تیم ملی فوتبال سنگال، ASC Jeanne d'Arc |
| Moi International Sports Centre ♦                   | ۶۰٬۰۰۰  | نایروبی                | کنیا                  | تیم ملی فوتبال کنیا |
| Jatidiri Stadium                                    | 60,000  | سمارانگ                | اندونزی               | PSIS Semarang |
| National Sports Stadium ♦                           | ۶۰٬۰۰۰  | هراره                  | زیمبابوه              | تیم ملی فوتبال زیمبابوه |
| Odi Stadium                                         | 60,000  | Mabopane               | آفریقای جنوبی         | Garankuwa United F.C. |
| ورزشگاه المپیک شن یانگ                              | ۶۰٬۰۰۰  | شن‌یانگ                 | چین                   | باشگاه فوتبال گوانگ‌ژو آر و اف، 2008 Olympic men's و women's football tournaments |
| ورزشگاه مونومنتال لسیدرو رومرو کاربو ♦              | 59,283  | گوایاکیل               | اکوادور               | باشگاه ورزشی بارسلونا |
| ورزشگاه پارک المپیک لیون                            | ۵۹٬۱۸۶  | دسین شارپیو            | فرانسه                | باشگاه فوتبال المپیک لیون، جام ملت‌های اروپا ۲۰۱۶, فینال لیگ اروپا ۲۰۱۸ |
| مرکز ورزش‌های المپیک چونگ‌کینگ                        | ۵۸٬۶۸۰  | چونگ‌کینگ               | چین                   | باشگاه فوتبال چونگ‌کینگ دنگ‌دای لیفان |
| ورزشگاه ملی ورشو ♦                                  | ۵۸٬۵۰۰  | ورشو                   | لهستان                | تیم ملی فوتبال لهستان، فینال لیگ اروپا ۲۰۱۵ |
| ورزشگاه تیانهه                                      | ۵۸٬۵۰۰  | گوانگ‌ژو                | چین                   | some باشگاه فوتبال گوانگ‌ژو اورگراند تائوبائو matches, 1987 National Games of China, جام جهانی فوتبال زنان ۱۹۹۱, بازی‌های آسیایی ۲۰۱۰ |
| ورزشگاه سن نیکولا                                   | ۵۸٬۲۷۰  | باری (ایتالیا)         | ایتالیا               | باشگاه فوتبال باری، فینال جام باشگاه‌های اروپا ۱۹۹۱ |
| ورزشگاه مینیرو                                      | ۵۸٬۱۷۰  | بلو هوریزونته          | برزیل                 | تیم ملی فوتبال برزیل، باشگاه فوتبال اتلتیکو مینیرو، باشگاه ورزشی کروزیرو، جام جهانی فوتبال ۲۰۱۴ |
| ورزشگاه المپیک سویا                                 | ۵۷٬۶۱۹  | سویا (شهر)             | اسپانیا               | تیم ملی فوتبال اسپانیا، فینال جام یوفا ۲۰۰۳ |
| ورزشگاه فولکسپارک                                   | ۵۷٬۰۳۰  | هامبورگ                | آلمان                 | باشگاه فوتبال هامبورگ، جام جهانی فوتبال ۱۹۷۴ و جام جهانی فوتبال ۲۰۰۶s, جام ملت‌های اروپا ۱۹۸۸, فینال لیگ اروپا ۲۰۱۰ |
| ورزشگاه ماریو آلبرتو کمپس                           | ۵۷٬۰۰۰  | کوردوبا، آرژانتین      | آرژانتین              | باشگاه ورزشی تایریس, some باشگاه ورزشی بلگرانو matches. |
| May 19 Stadium                                      | ۵۶٬۰۰۰  | عنابه                  | الجزایر               | USM Annaba |
| ورزشگاه شانگهای                                     | ۵۶٬۸۴۲  | شانگهای                | چین                   | باشگاه فوتبال شانگهای اس‌آی‌پی‌جی، 2008 Olympic men's football tournament |
| ورزشگاه مرکز ورزش‌های المپیک جینان                   | ۵۶٬۸۰۸  | جینان (شاندونگ)        | چین                   | باشگاه فوتبال شاندونگ لیونگ |
| ورزشگاه خالیسکو                                     | 56,713  | گوادالاخارا، خالیسکو   | مکزیک                 | باشگاه فوتبال اطلس |
| ورزشگاه کامنولث (ادمونتون)                          | ۵۶٬۳۰۲  | ادمونتون               | کانادا                | تیم ملی فوتبال کانادا و تیم ملی فوتبال زنان کانادا national teams, 2007 FIFA U-20 World Cup, 2014 FIFA U-20 Women's World Cup, FC Edmonton (cup matches only) |
| ورزشگاه المپیک کمپانی لوییس                         | ۵۵٬۹۲۶  | بارسلون                | اسپانیا               | بازی‌های المپیک تابستانی ۱۹۹۲ |
| Dalian People's Stadium                             | ۵۵٬۸۴۳  | دالیان                 | چین                   | باشگاه فوتبال دالیان هایچانگ |
| ورزشگاه گرمیو                                       | ۵۵٬۶۶۲  | پورتو آلگری            | برزیل                 | باشگاه فوتبال گرمیو |
| ورزشگاه ملی رومانی ♦                                | ۵۵٬۶۳۴  | بخارست                 | رومانی                | تیم ملی فوتبال رومانی، فینال لیگ اروپا ۲۰۱۲ |
| ورزشگاه ستاره سرخ ♦                                 | ۵۵٬۵۳۸  | بلگراد                 | صربستان               | باشگاه فوتبال ستاره سرخ بلگراد، تیم ملی فوتبال صربستان |
| ورزشگاه سیلیزیان                                    | ۵۵٬۲۱۱  | خوژوف                  | لهستان                | تیم ملی فوتبال لهستان، باشگاه فوتبال روخ خوژوف |
| ورزشگاه اتحاد                                       | ۵۵٬۰۹۷  | منچستر                 | انگلستان              | باشگاه فوتبال منچستر سیتی، 2002 Commonwealth Games, فینال جام یوفا ۲۰۰۸ |
| ورزشگاه مستایا                                      | ۵۵٬۰۰۰  | والنسیا                | اسپانیا               | باشگاه فوتبال والنسیا، جام جهانی فوتبال ۱۹۸۲ |
| ورزشگاه ملی سنگاپور ♦                               | 55,000  | Singapore              | سنگاپور               | تیم ملی فوتبال سنگاپور، 2015 Southeast Asian Games |
| Kaohsiung National Stadium ♦                        | ۵۵٬۰۰۰  | کاوهسیونگ              | تایوان                | تیم ملی فوتبال چین تایپه، 2009 World Games |
| Helong Stadium                                      | ۵۵٬۰۰۰  | چانگشا                 | چین                   | باشگاه فوتبال گوانگ‌ژو آر و اف |
| ورزشگاه کیپ تاون                                    | ۵۵٬۰۰۰  | کیپ‌تاون                | آفریقای جنوبی         | باشگاه فوتبال آژاکس کیپ‌تاون، جام جهانی فوتبال ۲۰۱۰ |
| Gelora Bung Tomo Stadium                            | ۵۵٬۰۰۰  | سورابایا               | اندونزی               | Persebaya Surabaya |
| Plovdiv Stadium ♦                                   | ۵۵٬۰۰۰  | پلوودیو                | بلغارستان             | none |
| ورزشگاه یوهان کرایف آرنا ♦                          | 54,990  | آمستردام               | هلند                  | باشگاه فوتبال آژاکس آمستردام، فینال لیگ قهرمانان اروپا ۱۹۹۸, فینال لیگ اروپا ۲۰۱۳ |
| ورزشگاه ویسنته کالدرون                              | ۵۴٬۹۰۷  | مادرید                 | اسپانیا               | باشگاه فوتبال اتلتیکو مادرید، جام جهانی فوتبال ۱۹۸۲ |
| ورزشگاه المپیک تیانجین                              | ۵۴٬۶۹۶  | تیانجین                | چین                   | باشگاه فوتبال تیانجین تدا |
| ورزشگاه اسپریت آرنا                                 | ۵۴٬۶۰۰  | دوسلدورف               | آلمان                 | باشگاه فوتبال فورتونا دوسلدورف |
| ورزشگاه دینامو آرنا ♦                               | ۵۴٬۵۴۹  | تفلیس                  | گرجستان               | تیم ملی فوتبال گرجستان، باشگاه فوتبال دینامو تفلیس |
| Wuhan Sports Center Stadium                         | ۵۴٬۳۵۷  | ووهان                  | چین                   | some Wuhan Optics Valley F.C. matches |
| ورزشگاه بی‌سی پلیس                                   | ۵۴٬۳۲۰  | ونکوور                 | کانادا                | باشگاه فوتبال ونکوور وایتکپس |
| ورزشگاه هرازدان ♦                                   | ۵۴٬۲۰۸  | ایروان                 | ارمنستان              | باشگاه فوتبال آرارات ایروان، باشگاه فوتبال اولیس |
| Estádio Serra Dourada                               | ۵۴٬۰۸۴  | گویانیا                | برزیل                 | تیم ملی فوتبال برزیل، باشگاه ورزشی گوییاس, باشگاه فوتبال ویلا نووا, باشگاه ورزشی گویانینسه, باشگاه ورزشی گویانیا |
| ورزشگاه بروسیا پارک                                 | ۵۴٬۰۵۷  | مونشن‌گلادباخ           | آلمان                 | باشگاه فوتبال بروسیا مونشن‌گلادباخ |
| ورزشگاه موسی مابیدا                                 | ۵۴٬۰۰۰  | دوربان                 | آفریقای جنوبی         | AmaZulu FC, جام جهانی فوتبال ۲۰۱۰ |
| ورزشگاه آسیاد بوسان                                 | ۵۳٬۸۶۴  | بوسان                  | کره جنوبی             | باشگاه فوتبال بوسان ای‌پارک، جام جهانی فوتبال ۲۰۰۲, بازی‌های آسیایی ۲۰۰۲ |
| Adelaide Oval                                       | ۵۳٬۵۰۰  | آدلاید                 | استرالیا              | some باشگاه فوتبال آدلاید یونایتد matches |
| Docklands Stadium                                   | ۵۳٬۳۵۹  | ملبورن                 | استرالیا              | تیم ملی فوتبال استرالیا، باشگاه فوتبال ملبورن ویکتوری |
| Estádio Parque do Sabiá                             | ۵۳٬۳۵۰  | یوبرلاندیا             | برزیل                 | Uberlânia EC |
| ورزشگاه سن مامس                                     | ۵۳٬۳۳۲  | بیلبائو                | اسپانیا               | باشگاه فوتبال اتلتیک بیلبائو، جام ملت‌های اروپا ۲۰۲۰ |
| Estadio Ciudad de La Plata                          | ۵۳٬۰۰۰  | لا پلاتا               | آرژانتین              | باشگاه فوتبال استودیانتس، باشگاه فوتبال جیمناسیا لاپلاتا |
| ورزشگاه سمپل                                        | 53,000  | Thurles                | جمهوری ایرلند         | Tipperary Galic Association |
| Kozhikode Municipal Stadium                         | ۵۳٬۰۰۰  | کالیکوت                | هند                   | تیم ملی فوتبال هند، Viva Kerala FC, Gokulam Kerala FC |
| مرکز ورزشی هوانگلونگ                                | ۵۲٬۶۷۲  | هانگژو                 | چین                   | باشگاه فوتبال هانگژو گرین‌تاون |
| ورزشگاه ترک تلکام آرنا                              | ۵۲٬۶۵۲  | استانبول               | ترکیه                 | باشگاه فوتبال گالاتاسرای |
| ورزشگاه سانکورپ                                     | ۵۲٬۵۰۰  | بریزبن                 | استرالیا              | باشگاه فوتبال بریزبن رور |
| ورزشگاه سنت جیمز پارک                               | ۵۲٬۴۰۵  | نیوکاسل                | انگلستان              | باشگاه فوتبال نیوکاسل یونایتد |
| Estadio de Palmaseca ♦                              | ۵۲٬۰۰۰  | کالی (شهر)             | کلمبیا                | باشگاه ورزشی دیپورتیوو کالی |
| ورزشگاه شاهزاده مولای عبدالله                       | ۵۲٬۰۰۰  | رباط (مراکش)           | مراکش                 | تیم ملی فوتبال مراکش، باشگاه فوتبال ارتش سلطنتی مراکش |
| Kings Park Stadium                                  | ۵۲٬۰۰۰  | دوربان                 | آفریقای جنوبی         | Lamontville Golden Arrows F.C., جام ملت‌های آفریقا ۱۹۹۶ |
| Newlands Stadium                                    | ۵۱٬۹۰۰  | کیپ‌تاون                | آفریقای جنوبی         | none |
| ورزشگاه همپدن پارک                                  | 51,866  | گلاسگو                 | اسکاتلند              | تیم ملی فوتبال اسکاتلند، باشگاه فوتبال کویینز پارک, فینال لیگ قهرمانان اروپا ۲۰۰۲, فینال جام یوفا ۲۰۰۷ |
| Estadio Monumental de Maturín ♦                     | ۵۱٬۷۹۶  | ماتورین                | ونزوئلا               | Monagas Sport Club |
| ورزشگاه لوفتوس ورسفلد                               | ۵۱٬۷۶۲  | پرتوریا                | آفریقای جنوبی         | some باشگاه فوتبال سوپراسپورت یونایتد matches, جام جهانی فوتبال ۲۰۱۰ |
| ورزشگاه آویوا ♦                                     | ۵۱٬۷۰۰  | دوبلین                 | جمهوری ایرلند         | تیم ملی فوتبال جمهوری ایرلند، فینال لیگ اروپا ۲۰۱۱ |
| Guiyang Olympic Sports Center                       | ۵۱٬۶۳۸  | گوئیانگ                | چین                   | Guizhou Hengfeng Zhicheng F.C. |
| Hohhot City Stadium                                 | ۵۱٬۶۳۲  | هوهوت                  | چین                   | local football matches |
| ورزشگاه دونباس آرنا                                 | ۵۱٬۵۰۴  | دونتسک                 | اوکراین               | originally باشگاه فوتبال شاختار دونتسک، before relocated due to جنگ در دونباس. |
| ورزشگاه کومرتسبانک آرنا                             | ۵۱٬۵۰۰  | فرانکفورت              | آلمان                 | باشگاه فوتبال آینتراخت فرانکفورت |
| Estadio Presidente Juan Domingo Perón               | ۵۱٬۳۸۹  | آویاندا                | آرژانتین              | باشگاه فوتبال راسینگ کلوب آویاندا |
| ورزشگاه بیرا ریو                                    | ۵۱٬۳۰۰  | پورتو آلگری            | برزیل                 | باشگاه ورزشی اینترناسیونال |
| استادیوم آتاتورک ازمیر                              | ۵۱٬۲۹۵  | ازمیر                  | ترکیه                 | some باشگاه فوتبال آلتای اسپور و باشگاه ورزشی گوزتپه matches |
| ورزشگاه دکویپ                                       | ۵۱٬۱۱۷  | روتردام                | هلند                  | باشگاه فوتبال فاینورد، فینال جام باشگاه‌های اروپا ۱۹۷۲, فینال جام یوفا ۲۰۰۲ |
| ورزشگاه بی‌بی‌وی‌ای                                    | 51,000  | مونتری                 | مکزیک                 | باشگاه فوتبال مونتری |
| ورزشگاه غدیر اهواز                                  | ۵۱٬۰۰۰  | اهواز                  | ایران                 | باشگاه فوتبال استقلال خوزستان |
| ورزشگاه آیبروکس                                     | 50,817  | گلاسگو                 | اسکاتلند              | باشگاه فوتبال رنجرز |
| ورزشگاه شیزوئوکا                                    | 50,889  | فوکورویی، شیزوئوکا     | ژاپن                  | some باشگاه فوتبال جوبیلو ایواتا و باشگاه فوتبال شیمیزو اس-پالس matches, جام جهانی فوتبال ۲۰۰۲ |
| ورزشگاه ارنست هاپل ♦                                | ۵۰٬۸۶۵  | وین                    | اتریش                 | تیم ملی فوتبال اتریش، some باشگاه فوتبال آستریا وین و باشگاه فوتبال راپید وین matches, فینال لیگ قهرمانان اروپا ۱۹۹۵, جام ملت‌های اروپا ۲۰۰۸ |
| ورزشگاه کواتموک                                     | ۵۰٬۷۵۴  | پوئبلا سیتی            | مکزیک                 | باشگاه فوتبال پوئبلا |
| ورزشگاه فرندز آرنا ♦                                | ۵۰٬۶۵۳  | سولنا                  | سوئد                  | تیم ملی فوتبال سوئد، باشگاه فوتبال ای‌آی‌کی، فینال لیگ اروپا ۲۰۱۷ |
| ورزشگاه شکری سراج‌اوغلو                              | ۵۰٬۵۰۹  | استانبول               | ترکیه                 | Fenerbahçe S.K., فینال جام یوفا ۲۰۰۹ |
| ورزشگاه استنفورد                                    | ۵۰٬۴۲۴  | استنفورد، کالیفرنیا    | ایالات متحده آمریکا   | جام جهانی فوتبال زنان ۱۹۹۹, جام جهانی فوتبال ۱۹۹۴, Exhibition matches of professional teams, و large capacity باشگاه فوتبال سن‌خوزه ارث‌کوئیکز matches |
| ورزشگاه پیر مائوروی                                 | ۵۰٬۱۸۶  | وینو دسک               | فرانسه                | باشگاه فوتبال لیل، جام ملت‌های اروپا ۲۰۱۶ |
| ورزشگاه کینگ بودوئن ♦                               | ۵۰٬۱۲۲  | بروکسل                 | بلژیک                 | تیم ملی فوتبال بلژیک |
| Shaanxi Province Stadium                            | ۵۰٬۱۰۰  | شی‌آن                   | چین                   | باشگاه فوتبال بیجینگ رن |
| ورزشگاه آجینوموتو                                   | ۵۰٬۱۰۰  | چوفو، توکیو            | ژاپن                  | باشگاه فوتبال توکیو، باشگاه فوتبال توکیو وردی |
| ورزشگاه ژوزه آلوالاد                                | ۵۰٬۰۹۵  | لیسبون                 | پرتغال                | باشگاه فوتبال اسپورتینگ پرتغال، فینال جام یوفا ۲۰۰۵ |
| Estádio Serra Dourada                               | ۵۰٬۰۴۹  | گویانیا                | برزیل                 | some باشگاه ورزشی گوییاس, باشگاه فوتبال ویلا نووا, و باشگاه ورزشی گویانینسه matches |
| ورزشگاه دراگو                                       | ۵۰٬۰۳۳  | پورتو                  | پرتغال                | باشگاه فوتبال پورتو |
| ورزشگاه راین انرژی                                  | ۵۰٬۰۰۰  | کلن                    | آلمان                 | باشگاه فوتبال کلن، جام جهانی فوتبال ۲۰۰۶ |
| Harbin Sports City Center Stadium                   | ۵۰٬۰۰۰  | هاربین                 | چین                   | Harbin Yiteng |
| Greenfield Stadium                                  | 50,000  | تریواندروم             | هند                   | 2015 SAFF Championship |
| Eden Park ♦                                         | ۵۰٬۰۰۰  | آوکلند                 | نیوزیلند              | local football matches |
| Estádio 11 de Novembro ♦                            | ۵۰٬۰۰۰  | لوآندا                 | آنگولا                | تیم ملی فوتبال آنگولا، باشگاه فوتبال پریمیرو د آگوستو, باشگاه فوتبال پترو اتلتیکو |
| Henan Provincial Stadium                            | ۵۰٬۰۰۰  | ژنگژو                  | چین                   | local football matches |
| Jiangxi Olympic Sports Center                       | ۵۰٬۰۰۰  | نانچانگ                | چین                   | local football matches |
| ورزشگاه فرانکن                                      | ۵۰٬۰۰۰  | نورنبرگ                | آلمان                 | باشگاه فوتبال نورنبرگ، جام جهانی فوتبال ۲۰۰۶ |
| ورزشگاه طرابلس ♦                                    | ۵۰٬۰۰۰  | طرابلس                 | لیبی                  | تیم ملی فوتبال لیبی، باشگاه فوتبال الاهلی طرابلس, باشگاه فوتبال الاتحاد طرابلس, Almadina S.C. |
| Xinjiang Sports Centre                              | ۵۰٬۰۰۰  | اورومچی                | چین                   | some regional team matches |
| ورزشگاه کیم ایل-سونگ                                | ۵۰٬۰۰۰  | پیونگ‌یانگ              | کره شمالی             | Pyongyang City Sports Club |
| ورزشگاه بیگ آرچ هیروشیما                            | ۵۰٬۰۰۰  | هیروشیما               | ژاپن                  | باشگاه فوتبال سانفریس هیروشیما، جام ملت‌های آسیا ۱۹۹۲, بازی‌های آسیایی ۱۹۹۴ |
| ورزشگاه پارس                                        | ۵۰٬۰۰۰  | شیراز                  | ایران                 | باشگاه فوتبال فجر شهید سپاسی شیراز |
| Jilin People's Stadium                              | ۵۰٬۰۰۰  | جی‌لین (شهر)            | چین                   | some regional team matches |
| ورزشگاه المپیک پنوم پن ♦                            | ۵۰٬۰۰۰  | پنوم‌پن                 | کامبوج                | تیم ملی فوتبال کامبوج، Khemara Keila FC, Boeung Ket Angkor FC |
| ورزشگاه ۲۶ مارس ♦                                   | ۵۰٬۰۰۰  | باماکو                 | مالی                  | Stade Malien |
| Sultan Mizan Zainal Abidin Stadium                  | 50,000  | کوالا ترنگگانو         | مالزی                 | some باشگاه فوتبال ترنگانو matches |
| ورزشگاه آکرون                                       | ۴۹٬۸۵۰  | گوادالاخارا، خالیسکو   | مکزیک                 | باشگاه فوتبال گوادالاخارا |
| Levy Mwanawasa Stadium                              | ۴۹٬۸۰۰  | لوساکا                 | زامبیا                | Zesco United |
| ورزشگاه فریتز والتر                                 | ۴۹٬۷۸۰  | کایزرسلاوترن           | آلمان                 | باشگاه فوتبال کایزرسلاوترن، جام جهانی فوتبال ۲۰۰۶ |
| ورزشگاه راجامانگالا ♦                               | ۴۹٬۷۲۲  | بانکوک                 | تایلند                | تیم ملی فوتبال تایلند، بازی‌های آسیایی ۱۹۹۸, جام ملت‌های آسیا ۲۰۰۷ |
| ورزشگاه خوزه آمالفیتانی                             | ۴۹٬۵۴۰  | بوئنوس آیرس            | آرژانتین              | باشگاه فوتبال ولز سارسفیلد |
| ورزشگاه کمیل شمعون ♦                                | 49,500  | بیروت                  | لبنان                 | تیم ملی فوتبال لبنان، ۱۹۵۷ و 1997 Pan Arab Games, بازی‌های مدیترانه ۱۹۵۹, 1963 Arab Nations Cup, 1999 Arab Athletics Championship, جام ملت‌های آسیا ۲۰۰۰, 2009 Jeux de la Francophonie                                                                             |
| ورزشگاه آرنا کورینتیانس                             | ۴۹٬۲۰۵  | سائو پائولو            | برزیل                 | باشگاه فوتبال کورینتیانس، جام جهانی فوتبال ۲۰۱۴ |
| ورزشگاه میاگی                                       | ۴۹٬۱۳۳  | ریفو                   | ژاپن                  | some باشگاه فوتبال وگالتا سندای matches, جام جهانی فوتبال ۲۰۰۲ |
| ورزشگاه مونهاک اینچئون                              | ۴۹٬۰۸۴  | اینچئون                | کره جنوبی             | جام جهانی فوتبال ۲۰۰۲, بازی‌های آسیایی ۲۰۱۴ |
| لا بومبونرا                                         | ۴۹٬۰۰۰  | بوئنوس آیرس            | آرژانتین              | باشگاه فوتبال بوکا جونیورز |
| ورزشگاه‌ها د ئی-آرنا                                 | ۴۹٬۰۰۰  | هانوفر                 | آلمان                 | باشگاه فوتبال هانوفر ۹۶, جام جهانی فوتبال ۲۰۰۶ |
| ورزشگاه پارک ده پرنس                                | ۴۸٬۷۱۲  | پاریس                  | فرانسه                | باشگاه فوتبال پاری سن ژرمن، جام جهانی فوتبال ۱۹۹۸, جام ملت‌های اروپا ۱۹۶۰, جام ملت‌های اروپا ۱۹۸۴, و جام ملت‌های اروپا ۲۰۱۶s |
| ورزشگاه روشنایی                                     | ۴۸٬۷۰۷  | ساندرلند (تاین و ور)   | انگلستان              | باشگاه فوتبال ساندرلند |
| ورزشگاه ملی خولیو مارتینز پرادانوس ♦                | ۴۸٬۶۶۵  | سانتیاگو               | شیلی                  | تیم ملی فوتبال شیلی، باشگاه فوتبال اونیورسیداد شیلی |
| ورزشگاه نلسون ماندلا بی                             | ۴۸٬۴۵۹  | پورت الیزابت           | آفریقای جنوبی         | Chippa United F.C., جام جهانی فوتبال ۲۰۱۰ |
| Estadio Tomás Adolfo Ducó                           | ۴۸٬۳۱۴  | بوئنوس آیرس            | آرژانتین              | باشگاه فوتبال اتلتیکو هوراکان |
| Jinnah Sports Stadium ♦                             | ۴۸٬۲۰۰  | اسلام‌آباد              | پاکستان               | some تیم ملی فوتبال پاکستان matches |
| Estadio Libertadores de América                     | ۴۸٬۰۶۹  | آویاندا                | آرژانتین              | باشگاه اتلتیکو ایندپندینته |
| ورزشگاه فری استیت                                   | ۴۸٬۰۰۰  | بلومفونتن              | آفریقای جنوبی         | Bloemfontein Celtic, جام جهانی فوتبال ۲۰۱۰ |
| ورزشگاه ناگای                                       | ۴۷٬۸۱۶  | اوساکا                 | ژاپن                  | باشگاه فوتبال سرزو اوساکا، جام جهانی فوتبال ۲۰۰۲ |
| Rogers Centre                                       | ۴۷٬۵۶۸  | تورنتو                 | کانادا                | some باشگاه فوتبال تورنتو matches |
| Estadio Monumental David Arellano                   | ۴۷٬۳۴۷  | سانتیاگو               | شیلی                  | باشگاه فوتبال کولو-کولو |
| ورزشگاه آرتمیو فرانکی                               | ۴۷٬۲۸۲  | فلورانس                | ایتالیا               | باشگاه فوتبال فیورنتینا |
| Estadio Ciudad de Lanús – Néstor Díaz Pérez         | ۴۷٬۰۲۷  | لانوس                  | آرژانتین              | باشگاه فوتبال لانوس |
| Estadio Metropolitano Roberto Meléndez              | ۴۶٬۷۸۸  | بارانکیلا              | کلمبیا                | تیم ملی فوتبال کلمبیا، باشگاه ورزشی اتلتیکو جونیور |
| ورزشگاه المپیک ژائو هاولانژ                         | ۴۶٬۹۳۱  | ریو دو ژانیرو          | برزیل                 | باشگاه فوتبال بوتافوگو، بازی‌های المپیک تابستانی ۲۰۱۶ |
| مجموعه ورزشی آتاناسیو ژیراردوت                      | ۴۵٬۷۳۹  | مدئین                  | کلمبیا                | باشگاه فوتبال اتلتیکو ناسیونال، باشگاه فوتبال ایندپندینته مدئین |
| ورزشگاه یادبود رابرت اف. کندی                       | ۴۵٬۵۹۶  | واشینگتن، دی.سی.       | ایالات متحده آمریکا   | باشگاه فوتبال دی‌سی یونایتد، تیم ملی فوتبال ایالات متحده آمریکا international matches |
| Estadio Nacional de Lima                            | ۴۵٬۵۷۴  | لیما                   | پرو                   | تیم ملی فوتبال پرو |
| ورزشگاه رامون سانچز پیس‌خوان                         | ۴۵٬۵۰۰  | سویا (شهر)             | اسپانیا               | باشگاه فوتبال سویا، جام جهانی فوتبال ۱۹۸۲, فینال جام باشگاه‌های اروپا ۱۹۸۶ |
| Sydney Football Stadium                             | ۴۵٬۵۰۰  | سیدنی                  | استرالیا              | باشگاه فوتبال سیدنی |
| ورزشگاه ادرار                                       | ۴۵٬۴۸۰  | اگادیر                 | مراکش                 | باشگاه فوتبال حسینیه اکادیر |
| ورزشگاه اوتکریتیه آرنا                              | ۴۵٬۳۶۰  | مسکو                   | روسیه                 | باشگاه فوتبال اسپارتاک مسکو، جام جهانی فوتبال ۲۰۱۸ |
| ورزشگاه مراکش                                       | ۴۵٬۲۴۰  | مراکش                  | مراکش                 | باشگاه فوتبال الکوکب المراکشی |
| Mandela National Stadium ♦                          | ۴۵٬۲۰۲  | کامپالا                | اوگاندا               | تیم ملی فوتبال اوگاندا |
| ورزشگاه کازان آرنا                                  | ۴۵٬۱۰۵  | قازان                  | روسیه                 | باشگاه فوتبال روبین کازان، جام جهانی فوتبال ۲۰۱۸ |
| Estádio Olímpico do Pará                            | ۴۵٬۰۰۷  | بلم                    | برزیل                 | تیم ملی فوتبال برزیل، Paysandu SC, Clube do Remo, Tuna Luso Brasileira, SC Belem |
| February 24 Stadium                                 | ۴۵٬۰۰۰  | سیدی بلعباس، الجزایر   | الجزایر               | USM Bel-Abbès |
| Latakia Sports City Stadium                         | ۴۵٬۰۰۰  | لاذقیه                 | سوریه                 | بازی‌های مدیترانه ۱۹۸۷ |
| Zibo Sports Center Stadium                          | ۴۵٬۰۰۰  | زایبو                  | چین                   | 2010 AFC U-19 Championship |
| Weifang Sports Center Stadium                       | ۴۵٬۰۰۰  | ویفانگ                 | چین                   | 2009 National Games of China |
| Yantai Sports Park Stadium                          | ۴۵٬۰۰۰  | یانتای                 | چین                   | local football matches |
| ورزشگاه ابن بطوطه                                   | ۴۵٬۰۰۰  | طنجه                   | مراکش                 | IR Tanger |
| Tuanku Abdul Rahman Stadium                         | ۴۵٬۰۰۰  | سرمبان                 | مالزی                 | ATM FA , باشگاه فوتبال نگری سمبیلان |
| Kobe Universiade Memorial Stadium                   | 45,000  | کوبه (شهر)             | ژاپن                  | some باشگاه فوتبال ویسل کوبه matches |
| Estádio da Machava ♦                                | ۴۵٬۰۰۰  | ماپوتو                 | موزامبیک              | تیم ملی فوتبال موزامبیک |
| ورزشگاه فاس                                         | ۴۵٬۰۰۰  | فاس                    | مراکش                 | Wydad de Fès, باشگاه ورزشی مغرب فاسی |
| Harapan Bangsa Stadium                              | ۴۵٬۰۰۰  | باندا آسه              | اندونزی               | Aceh United |
| ورزشگاه ملی لاگوس                                   | ۴۵٬۰۰۰  | لاگوس                  | نیجریه                | some تیم ملی فوتبال نیجریه matches |
| Mubarak International Stadium                       | ۴۵٬۰۰۰  | سوئز                   | مصر                   | تیم ملی فوتبال مصر |
| ورزشگاه نقش جهان                                    | ۴۵٬۰۰۰  | اصفهان                 | ایران                 | باشگاه فوتبال سپاهان اصفهان |
| Stade El Menzah                                     | ۴۵٬۰۰۰  | تونس                   | تونس                  | باشگاه فوتبال اسپرانس تونس، باشگاه فوتبال آفریقایی |
| ورزشگاه تینسولانون                                  | ۴۵٬۰۰۰  | سونگکلا                | تایلند                | some Songkhla United matches |
| Toyota Stadium                                      | ۴۵٬۰۰۰  | تویوتا، آیچی           | ژاپن                  | some باشگاه فوتبال ناگویا گرامپوس matches |
| ورزشگاه اسپورت سیتی زاید                            | 45,000  | ابوظبی                 | امارات متحده عربی     | جام رئیس دولت امارات finals, جام ملت‌های آسیا ۲۰۱۹ |
| ورزشگاه سین ث                                       | ۴۴٬۴۰۰  | کان تو                 | ویتنام                | Can Tho F.C. |
| ورزشگاه ردبول آرنا                                  | ۴۴٬۳۴۵  | لایپزیگ                | آلمان                 | باشگاه فوتبال لایپزیگ، جام جهانی فوتبال ۲۰۰۶ |
| ورزشگاه ایتایپاوا آرنا پرنامبوکو                    | ۴۴٬۳۰۰  | رسیفی                  | برزیل                 | باشگاه فوتبال نائوچیکو, جام جهانی فوتبال ۲۰۱۴ |
| Estádio Governador Alberto Tavares Silva (Albertão) | ۴۴٬۲۰۰  | ترسینا                 | برزیل                 | River AC, EC Flamengo, Piauí EC, SE Tiradentes, Auto EC |
| ورزشگاه فوتبال اولسان مونسو                         | ۴۴٬۱۰۲  | اولسان                 | کره جنوبی             | باشگاه فوتبال اولسان هیوندای، جام جهانی فوتبال ۲۰۰۲ |
| ورزشگاه جام‌جهانی سوون                               | ۴۳٬۹۵۹  | سوون                   | کره جنوبی             | باشگاه فوتبال سوون سامسونگ، جام جهانی فوتبال ۲۰۰۲ |
| Riau Main Stadium                                   | ۴۳٬۹۲۳  | پکانبارو               | اندونزی               | 2012 Indonesian National Sports Week |
| ورزشگاه شاندونگ                                     | ۴۳٬۷۰۰  | جینان                  | چین                   | باشگاه فوتبال شاندونگ لیونگ |
| ورزشگاه پی‌جی‌ئی آرنا                                 | ۴۳٬۶۱۵  | گدانسک                 | لهستان                | باشگاه فوتبال لخیا گدانسک |
| Allianz Parque                                      | ۴۳٬۶۰۰  | سائو پائولو            | برزیل                 | باشگاه فوتبال پالمیراس |
| Estadio Pedro Bidegain                              | ۴۳٬۴۹۴  | بوئنوس آیرس            | آرژانتین              | باشگاه ورزشی سن لورنسو آلماگرو |
| ورزشگاه شهری پوزنان                                 | ۴۳٬۲۶۹  | پوزنان                 | لهستان                | باشگاه فوتبال لخ پوزنان، باشگاه فوتبال وارتا پوزنان |
| Vasil Levski National Stadium                       | ۴۳٬۲۳۰  | صوفیه                  | بلغارستان             | تیم ملی فوتبال بلغارستان |
| ورزشگاه ژرلان                                       | ۴۳٬۰۵۱  | لیون                   | فرانسه                | جام ملت‌های اروپا ۱۹۸۴, جام جهانی فوتبال ۱۹۹۸ |
| Estadio Universidad San Marcos                      | ۴۳٬۰۰۰  | لیما                   | پرو                   | Deportivo Universidad San Marcos |
| ورزشگاه اولوی                                       | ۴۳٬۰۰۰  | یوتبری                 | سوئد                  | تیم ملی فوتبال زنان سوئد، جام ملت‌های اروپا ۱۹۹۲, فینال جام یوفا ۲۰۰۴, Gothenburg derbies |
| Estadio General Santander                           | ۴۲٬۹۰۱  | کوکوتا                 | کلمبیا                | Cúcuta Deportivo |
| ورزشگاه شهری وروتسواف                               | ۴۲٬۷۷۱  | وروتسواف               | لهستان                | باشگاه فوتبال شلاسک وروتسواف |
| ورزشگاه ویلا پارک                                   | ۴۲٬۶۸۲  | بیرمنگام               | انگلستان              | باشگاه فوتبال استون ویلا |
| Perak Stadium                                       | ۴۲٬۵۰۰  | پراک                   | مالزی                 | باشگاه فوتبال پراک |
| ورزشگاه جام‌جهانی جئونجو                             | ۴۲٬۴۷۷  | جئونجو                 | کره جنوبی             | باشگاه فوتبال چونبوک هیوندای موتورز، جام جهانی فوتبال ۲۰۰۲ |
| Kanjuruhan Stadium                                  | ۴۲٬۴۴۹  | مالنگ                  | اندونزی               | باشگاه فوتبال آرما |
| وزراشتادیون                                         | ۴۲٬۳۵۸  | برمن                   | آلمان                 | باشگاه ورزشی وردر برمن |
| ورزشگاه نیگاتا                                      | ۴۲٬۳۰۰  | نیگاتا                 | ژاپن                  | باشگاه فوتبال آلبیرکس نیگاتا، جام جهانی فوتبال ۲۰۰۲ |
| Estadio Metropolitano de Mérida                     | ۴۲٬۲۰۰  | مریدا، مریدا           | ونزوئلا               | Estudiantes de Mérida |
| ورزشگاه جام‌جهانی دائجونگ                            | ۴۲٬۱۷۶  | دائجون                 | کره جنوبی             | باشگاه فوتبال دائجئون هانا سیتی‌زن, جام جهانی فوتبال ۲۰۰۲ |
| ورزشگاه نیو بوردو                                   | ۴۲٬۱۱۵  | بوردو                  | فرانسه                | باشگاه فوتبال بوردو، جام ملت‌های اروپا ۲۰۱۶ |
| ورزشگاه المپیک هلسینکی ♦                            | ۴۲٬۰۶۲  | هلسینکی                | فنلاند                | تیم ملی فوتبال فنلاند |
| Estadio Inca Garcilaso de la Vega                   | ۴۲٬۰۵۶  | کوسکو (شهر)            | پرو                   | CS Cienciano |
| ورزشگاه باتاکان                                     | ۴۲٬۰۰۰  | بالیک‌پاپان             | اندونزی               | Persiba Balikpapan |
| Estadio Modelo Alberto Spencer                      | ۴۲٬۰۰۰  | گوایاکیل               | اکوادور               | Club Sport Patria, Club Deportivo Everest, Panamá Sporting Club, Rocafuerte Fútbol Club |
| Estádio do Zimpeto                                  | ۴۲٬۰۰۰  | ماپوتو                 | موزامبیک              | تیم ملی فوتبال موزامبیک |
| Chengdu Sports Centre                               | ۴۲٬۰۰۰  | چنگدو                  | چین                   | Chengdu Blades F.C. |
| ورزشگاه رویال بافوکنگ                               | 42,000  | Phokeng                | آفریقای جنوبی         | Platinum Stars F.C., جام جهانی فوتبال ۲۰۱۰ |
| ورزشگاه یونیورسیتاریو                               | ۴۲٬۰۰۰  | سن نیکولاس د لوس گارزا | مکزیک                 | باشگاه فوتبال تیگرس اونال |
| Estadio Brigadier General Estanislao López          | ۴۲٬۰۰۰  | سانتافه، آرژانتین      | آرژانتین              | Club Atlético Colón |
| Estadio Marcelo Bielsa                              | ۴۲٬۰۰۰  | روساریو، سانتا فه      | آرژانتین              | باشگاه فوتبال نیولز اولد بویز |
| ورزشگاه جئوفروی گویچارد                             | ۴۱٬۹۶۵  | سن-اتین                | فرانسه                | باشگاه فوتبال سن-اتین، جام ملت‌های اروپا ۱۹۸۴, و جام ملت‌های اروپا ۲۰۱۶s, جام جهانی فوتبال ۱۹۹۸ |
| Vodafone Arena                                      | ۴۱٬۹۰۳  | استانبول               | ترکیه                 | باشگاه فوتبال بشیکتاش |
| ورزشگاه پیتر موکابا                                 | ۴۱٬۷۳۳  | پولوکوین               | آفریقای جنوبی         | Polokwane City F.C., جام جهانی فوتبال ۲۰۱۰ |
| ورزشگاه گیگانته آروییتو                             | ۴۱٬۶۵۴  | روساریو، سانتا فه      | آرژانتین              | باشگاه فوتبال روساریو سنترال |
| مجموعه ورزشی کاچامی                                 | ۴۱٬۶۰۰  | سیوداد گویانا          | ونزوئلا               | Atlético Club Mineros de Guayana, AC Minervén FC |
| Estadio de Liga Deportiva Universitaria             | ۴۱٬۵۹۶  | کیتو                   | اکوادور               | باشگاه فوتبال ال‌دی‌یو کیتو |
| ورزشگاه رمت گن ♦                                    | ۴۱٬۵۸۳  | رمت گن                 | اسرائیل               | تیم ملی فوتبال اسرائیل |
| ورزشگاه یوونتوس                                     | ۴۱٬۵۰۷  | تورین                  | ایتالیا               | باشگاه فوتبال یوونتوس، فینال لیگ اروپا ۲۰۱۴ |
| گنبد ساپورو                                         | ۴۱٬۴۸۴  | ساپورو                 | ژاپن                  | some باشگاه فوتبال کونسادول ساپورو matches, جام جهانی فوتبال ۲۰۰۲ |
| ورزشگاه استمفورد بریج                               | ۴۱٬۶۶۳  | لندن                   | انگلستان              | باشگاه فوتبال چلسی |
| ورزشگاه گویانگ                                      | ۴۱٬۳۱۱  | گویانگ                 | کره جنوبی             | Goyang Zaicro FC |
| ورزشگاه هرناندو سیلس ♦                              | ۴۱٬۱۴۳  | لاپاز (بولیوی)         | بولیوی                | La Paz F.C., باشگاه فوتبال بولیوار, باشگاه فوتبال استرانگست |
| ورزشگاه آرنا پانتانال                               | ۴۱٬۱۱۲  | کویابا                 | برزیل                 | باشگاه ورزشی کویابا, Mixto EC |
| ورزشگاه آرنا آمازونیا                               | ۴۱٬۰۰۰  | مانائوس                | برزیل                 | Nacional FC |
| ورزشگاه ام‌بومبل                                     | ۴۰٬۹۲۹  | نلسپرویت               | آفریقای جنوبی         | جام جهانی فوتبال ۲۰۱۰ |
| Estadio José Pachencho Romero                       | ۴۰٬۸۰۰  | ماراکایبو              | ونزوئلا               | Unión Atlético Maracaibo |
| Levy Mwanawasa Stadium                              | ۴۰٬۸۰۰  | ان‌دولا                 | زامبیا                | ZESCO United |
| ورزشگاه کاشیما ساکر                                 | ۴۰٬۷۲۸  | کاشیما، ایباراکی       | ژاپن                  | باشگاه فوتبال کاشیما آنتلرز، جام جهانی فوتبال ۲۰۰۲ |
| ورزشگاه بابا یارا ♦                                 | ۴۰٬۵۲۸  | کوماسی                 | غنا                   | Asante Kotoko F.C., King Faisal Babes |
| ورزشگاه آرسی‌دی‌ئی                                    | ۴۰٬۵۰۰  | بارسلون                | اسپانیا               | باشگاه فوتبال اسپانیول |
| ورزشگاه متروپولیتانو دکابوداره                      | ۴۰٬۳۱۲  | بارکیسیمتو             | ونزوئلا               | Unión Lara |
| ورزشگاه مالویناس آرژنتیناس                          | ۴۰٬۲۶۸  | مندوسا                 | آرژانتین              | باشگاه فوتبال گودوی کروز |
| ورزشگاه جام‌جهانی گوانگجو                            | ۴۰٬۲۴۵  | گوانگجو                | کره جنوبی             | باشگاه فوتبال گوانگجو، جام جهانی فوتبال ۲۰۰۲ |
| Estadio Virgen de Chapi                             | ۴۰٬۲۱۷  | ارکیپا                 | پرو                   | باشگاه فوتبال ملگار, Club IDUNSA |
| ورزشگاه پاکائمبو                                    | ۴۰٬۱۹۹  | سائو پائولو            | برزیل                 | جام جهانی فوتبال ۱۹۵۰ |
| ورزشگاه ملی می دین ♦                                | ۴۰٬۱۹۲  | هانوی                  | ویتنام                | تیم ملی فوتبال ویتنام، جام ملت‌های آسیا ۲۰۰۷ |
| ورزشگاه گودیسون پارک                                | ۴۰٬۱۵۷  | لیورپول                | انگلستان              | باشگاه فوتبال اورتون، جام جهانی فوتبال ۱۹۶۶ |
| Castelão                                            | ۴۰٬۱۰۰  | سائو لوئیس، مارانهاو   | برزیل                 | Sampaio Corrêa FC, Moto Club SL, Maranhão AC |
| Estadio Campeón del Siglo                           | ۴۰٬۰۰۵  | مونته‌ویدئو             | اروگوئه               | باشگاه فوتبال پنیارول |
| ورزشگاه متالیست                                     | ۴۰٬۰۰۳  | خارکیف                 | اوکراین               | باشگاه فوتبال متالیست خارکوف |
| ورزشگاه بین‌المللی ملت                               | ۴۰٬۰۰۰  | بغداد                  | عراق                  | Baghdad Derbies |
| ورزشگاه جالاک هاروپات                               | ۴۰٬۰۰۰  | باندونگ                | اندونزی               | باشگاه فوتبال پرسیب باندونگ, Persikab Bandung, 2016 Indonesian National Sports Week, بازی‌های آسیایی ۲۰۱۸ |
| ورزشگاه احمد زبانه                                  | ۴۰٬۰۰۰  | وهران، الجزایر         | الجزایر               | باشگاه فوتبال مولودیه وهران، Algeria national rugby team |
| Mohamed Hamlaoui Stadium                            | ۴۰٬۰۰۰  | قسنطینه                | الجزایر               | باشگاه فوتبال قسنطینه |
| Kapten I Wayan Dipta Stadium                        | 40,000  | Gianyar                | اندونزی               | باشگاه فوتبال بالی یونایتد |
| ورزشگاه المپیک فیشت                                 | ۴۰٬۰۰۰  | سوچی                   | روسیه                 | بازی‌های المپیک زمستانی ۲۰۱۴, جام جهانی فوتبال ۲۰۱۸ |
| ورزشگاه رنتچلر فیلد                                 | 40,000  | هارتفورد شرقی، کنتیکت  | ایالات متحده آمریکا   | USA National تیم ملی فوتبال ایالات متحده آمریکا و تیم ملی فوتبال زنان ایالات متحده آمریکا teams, International matches |
| Nippert Stadium                                     | ۴۰٬۰۰۰  | سینسیناتی، اوهایو      | ایالات متحده آمریکا   | باشگاه فوتبال سینسیناتی |
| March 28 Stadium                                    | ۴۰٬۰۰۰  | بنغازی                 | لیبی                  | باشگاه فوتبال الاهلی بنغازی, باشگاه فوتبال النصر (بنغازی), Attahaddy Benghazi S.C., some تیم ملی فوتبال لیبی matches |
| Estádio José Américo de Almeida Filho (Almeidão)    | ۴۰٬۰۰۰  | ژواو پسوا، پارائیبا    | برزیل                 | Botafogo FC, Auto Esporte Clube |
| Jawaharlal Nehru Stadium                            | ۴۰٬۰۰۰  | چنای                   | هند                   | باشگاه فوتبال چنایین, Indian Bank FC |
| Hang Jebat Stadium                                  | ۴۰٬۰۰۰  | ایالت ملاکا            | مالزی                 | باشگاه فوتبال ملاکا یونایتد, some تیم ملی فوتبال سوریه matches because of جنگ داخلی سوریه |
| ورزشگاه هنگ کنگ ♦                                   | 40,000  | سو کن پو               | هنگ کنگ               | باشگاه چین جنوبی |
| ورزشگاه ایالت پنانگ                                 | 40,000  | باتو کاوان             | مالزی                 | some باشگاه فوتبال پنانگ matches |
| ورزشگاه ورزشی آکرا                                  | ۴۰٬۰۰۰  | آکرا                   | غنا                   | باشگاه ورزشی هارتس آف اوک, Great Olympics |
| ورزشگاه ساراواک                                     | ۴۰٬۰۰۰  | کوچینگ                 | مالزی                 | Sarawak FA |
| ورزشگاه بوگیوک انگ سان ♦                            | ۴۰٬۰۰۰  | یانگون                 | میانمار               | some باشگاه فوتبال یانگون یونایتد matches |
| ورزشگاه اوئیتا                                      | ۴۰٬۰۰۰  | اوئیتا                 | ژاپن                  | باشگاه فوتبال اوئیتا ترینیتا, جام جهانی فوتبال ۲۰۰۲ |
| ورزشگاه دارول مکمور                                 | ۴۰٬۰۰۰  | کوانتان                | مالزی                 | باشگاه فوتبال پاهانگ |
| ورزشگاه بین‌المللی خلیفه ♦                           | ۴۰٬۰۰۰  | دوحه                   | قطر                   | تیم ملی فوتبال قطر، بازی‌های آسیایی ۲۰۰۶, جام جهانی فوتبال ۲۰۲۲ |
| Stade d'Angondjé ♦                                  | ۴۰٬۰۰۰  | لیبرویل                | گابن                  | تیم ملی فوتبال گابن |
| Peoples Football Stadium                            | ۴۰٬۰۰۰  | کراچی                  | پاکستان               | تیم ملی فوتبال پاکستان، HBL FC |
| JRD Tata Sports Complex                             | ۴۰٬۰۰۰  | جمشیدپور               | هند                   | باشگاه فوتبال جمشیدپور، Tata Football Academy |
| ورزشکاه بائوآن                                      | ۴۰٬۰۰۰  | شنژن                   | چین                   | باشگاه فوتبال شنژن |
| Kunming Tuodong Sports Center                       | ۴۰٬۰۰۰  | کون‌مینگ                | چین                   | تیم ملی فوتبال چین at the مرحله مقدماتی جام جهانی فوتبال ۲۰۱۴ (آسیا) |
| Taizhou Sports Center                               | ۴۰٬۰۰۰  | تایجو                  | چین                   | local football matches |
| Wuhu Olympic Stadium                                | ۴۰٬۰۰۰  | واها                   | چین                   | local football matches |
| Huizhou Olympic Stadium                             | ۴۰٬۰۰۰  | هویژو                  | چین                   | 2015 Guangdong–Hong Kong Cup |
| ورزشگاه داسارات رانگاسالا                           | ۴۰٬۰۰۰  | کاتماندو               | نپال                  | تیم ملی فوتبال نپال |
| ورزشگاه گلورا سریویجایا                             | 40,000  | پالم‌بانگ               | اندونزی               | باشگاه فوتبال سریویجایا، 2004 Indonesian National Sports Week, جام ملت‌های آسیا ۲۰۰۷, 2011 Southeast Asian Games, بازی‌های آسیایی ۲۰۱۸ |
| Gajayana Stadium                                    | 40,000  | مالنگ                  | اندونزی               | Arema Indonesia, some باشگاه فوتبال آرما matches |
| Gelora Bandung Lautan Api Stadium                   | 40,000  | باندونگ                | اندونزی               | باشگاه فوتبال پرسیب باندونگ |
| ورزشگاه آجی ایمبوت                                  | 40,000  | Tenggarong             | اندونزی               | Mitra Kukar |
| Maguwoharjo Stadium                                 | 40,000  | Sleman                 | اندونزی               | PSS Sleman |
| Sultan Agung Stadium                                | 40,000  | Bantul                 | اندونزی               | Persiba Bantul, some PSIS Semarang و باشگاه فوتبال پرسیجا جاکارتا matches و PS TIRA's home base at the 2018 Liga 1, some PSIM Yogyakarta matches at the 2018 Liga 2, some Persikabo Bogor matches at the 2018-19 Piala Indonesia                                 |
| Mandala Krida Stadium                               | 40,000  | یوگیاکارتا             | اندونزی               | PSIM Yogyakarta |
| Manahan Stadium                                     | 40,000  | سوراکارتا              | اندونزی               | Persis Solo |